# Félix Aráuz

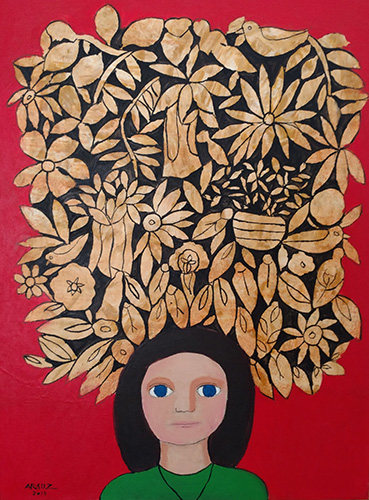
Niña con elemento (2015)

Félix Aráuz Basantes (Guayaquil, 2 de mayo de 1935-Guayaquil, 28 de febrero de 2024) fue un pintor ecuatoriano. Formaba parte de los círculos artísticos de Enrique Tábara, Aníbal Villacís, José Carreño y Juan Villafuerte.

## Trayectoria
En 1957, comenzó a estudiar en la Escuela de Bellas Artes teniendo como maestro al también pintor César Andrade Faini. Durante su segundo año de estudios quedó huérfano de padre lo cual lo motivó a canalizar sus emociones a través de la pintura. Los temas de las obras de Aráuz suelen incluir arreglos de flores surrealistas, la inocencia de los niños, caras, árboles de la vida, paisajes y abstractos, todos los cuales se crean con una estética onírica personal.
En 1967, se casó con Nila Villafuerte Estrada, la hermana mayor de Juan Villafuerte. Aráuz, Juan Villafuerte y José Carreño tenían una muy estrecha amistad forjada en la Escuela de Bellas Artes. En el mismo año, recibió una beca del gobierno de Ecuador para viajar a los Estados Unidos con el maestro pintor y compatriota Gilberto Almeida miembro del Grupo VAN, un colectivo de artistas fundado por Enrique Tábara, Aníbal Villacís y Jaime Villa, con el fin de estudiar las galerías y museos a través de Nueva York, Filadelfia, Washington D. C., Chicago, San Francisco, Los Ángeles y Miami.
En 1970, tuvo el reconocimiento como artista innovador por el crítico cubano José Gómez-Sicre, con la invitación para exhibir su obra en la Unión Panamericana, en Washington D. C., Estados Unidos. De la misma forma exhibió en la Galería Kromex en Nueva York. Ambas exposiciones fueron consideradas notables. En 1971, Aráuz obtuvo el Gran Premio del Salón de Julio en Guayaquil.
En 1987, viajó a Basilea, Suiza, para realizar una presentación con su amiga Eloísa Melo. A partir de ahí, viajó a Bruselas y exhibió junto con Víctor Mideros. Por último, Aráuz se reunió con su viejo amigo y colega José Carreño en París.
A finales de 2014, presentó su exhibición de «Pequeños Formatos», que consisten en cuadros pequeños pintados en papel.

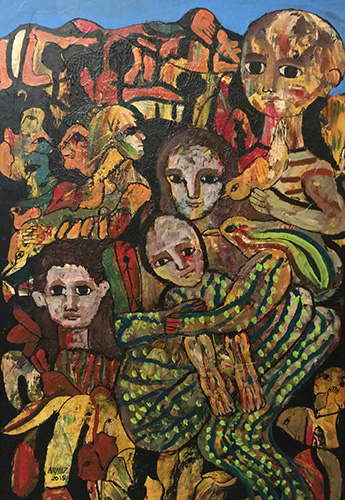
Figura (2015)

Ha sido profesor en la Escuela de Bellas Artes desde 1966 y continúa pintando en su casa taller en Guayaquil.

## Exposiciones individuales
- 1961: Casa de la Cultura Ecuatoriana Núcleo del Guayas, Guayaquil, Ecuador.
- 1963: Centro Ecuatoriano Norteamericano, Guayaquil, Ecuador.
- 1966: Centro Ecuatoriano Norteamericano, Exposición B/N, Guayaquil, Ecuador.
- 1967: Galería Siglo XX, Quito, Ecuador.
- 1969: Casa de la Cultura Ecuatoriana Núcleo del Guayas, Exposición Cien Dibujos, Guayaquil, Ecuador.
- 1970: Unión Panamericana, Washington D. C., Estados Unidos.
- 1971: Galería Altamira, Quito, Ecuador.
- 1972: Galería Andrade, Nueva York, Estados Unidos.
- 1973: Centennial Hall Gallery, Rock Island, Estados Unidos.
- 1974: Museo Municipal, Guayaquil, Ecuador.
- 1976: Galería Garibar, Quito, Ecuador.
- 1977: Casa de la Cultura Ecuatoriana Núcleo del Guayas, Guayaquil, Ecuador.
- 1978: Casa de la Cultura Ecuatoriana Núcleo del Guayas, Exposición homenaje a Juan Villafuerte, Guayaquil, Ecuador;  Galería Kramex, Nueva York, Estados Unidos.
- 1980: Club de Arte, Quito, Ecuador.
- 1981: Taller Guayasamín, Guayaquil, Ecuador.
- 1982: Salón del Pueblo, Cuenca, Ecuador; Hotel Oro Verde, Guayaquil, Ecuador; Tennis Club, Guayaquil, Ecuador.
- 1983: Galería Perspectiva, Guayaquil, Ecuador.
- 1984: Fundación Guayasamín, Quito, Ecuador; Galería La Tienda, Cuenca, Ecuador.
- 1985: Galería Uno, Quito, Ecuador.
- 1987: Exposición privada, Basilea, Suiza.
- 1989: Sociedad Femenina de Cultura, Guayaquil, Ecuador.
- 1990: Galería Garibar, Quito, Ecuador.
- 1991: Museo Banco Central, Guayaquil, Ecuador.
- 1992: Museo Banco Central, Loja, Ecuador.
- 1993: Casa de la Cultura Ecuatoriana Núcleo del Guayas, Guayaquil, Ecuador.
- 1994: Museo Banco del Pacífico, Guayaquil, Ecuador.
- 1995: Galería Toda Arte, Guayaquil, Ecuador.
- 1996: Marsu Arte, Quito, Ecuador.
- 1997: Galería Todo Arte, Guayaquil, Ecuador.
- 2001: Galería Todo Arte, Guayaquil, Ecuador.
- 2005: Galería Mirador, Universidad Católica de Santiago de Guayaquil, Guayaquil, Ecuador.
- 2008: Art. Inc, Samborondón, Ecuador.
- 2009: Galería Mirador, Universidad Católica de Santiago de Guayaquil, Guayaquil, Ecuador.
- 2011: Arte Urbano, Caballos de Colores, Guayaquil, Ecuador; Casa de la Cultura Ecuatoriana Núcleo del Guayas, Guayaquil, Ecuador.
- 2012: Centro Ecuatoriano Norteamericano, Guayaquil, Ecuador.
- 2014: Club Tungurahua, Ambato, Ecuador; Fundación Sociedad Femenina de Cultura, Guayaquil, Ecuador.
- 2015: Casa de la Cultura Ecuatoriana Núcleo del Guayas, Exposición Sigo Adelante, Guayaquil, Ecuador.

## Reconocimientos
- 1962: Segundo premio, Salón Nacional de Octubre, Guayaquil, Ecuador.
- 1963: Primer premio, Salón Nacional de Octubre, Guayaquil, Ecuador.
- 1965: Segundo premio, Salón Nacional de Octubre, Guayaquil, Ecuador.
- 1968: Gran Premio Medalla de Oro, Salón de Julio, Guayaquil, Ecuador.
- 1969: Segundo premio, Salón Nacional de Octubre, Guayaquil, Ecuador.
- 1971: Segundo premio, Salón de Julio, Guayaquil, Ecuador.
- 1972: Primer premio, Salón Nacional de Octubre, Guayaquil, Ecuador.
- 1975: Segundo premio, Salón de Julio, Guayaquil, Ecuador.
- 1981: Medalla de Oro al Mérito Artístico otorgado por la M.I. Municipalidad de Guayaquil, Ecuador.
- 1996: Pincel de Oro, Asociación Cultural Las Peñas, Guayaquil, Ecuador.